# Houmach

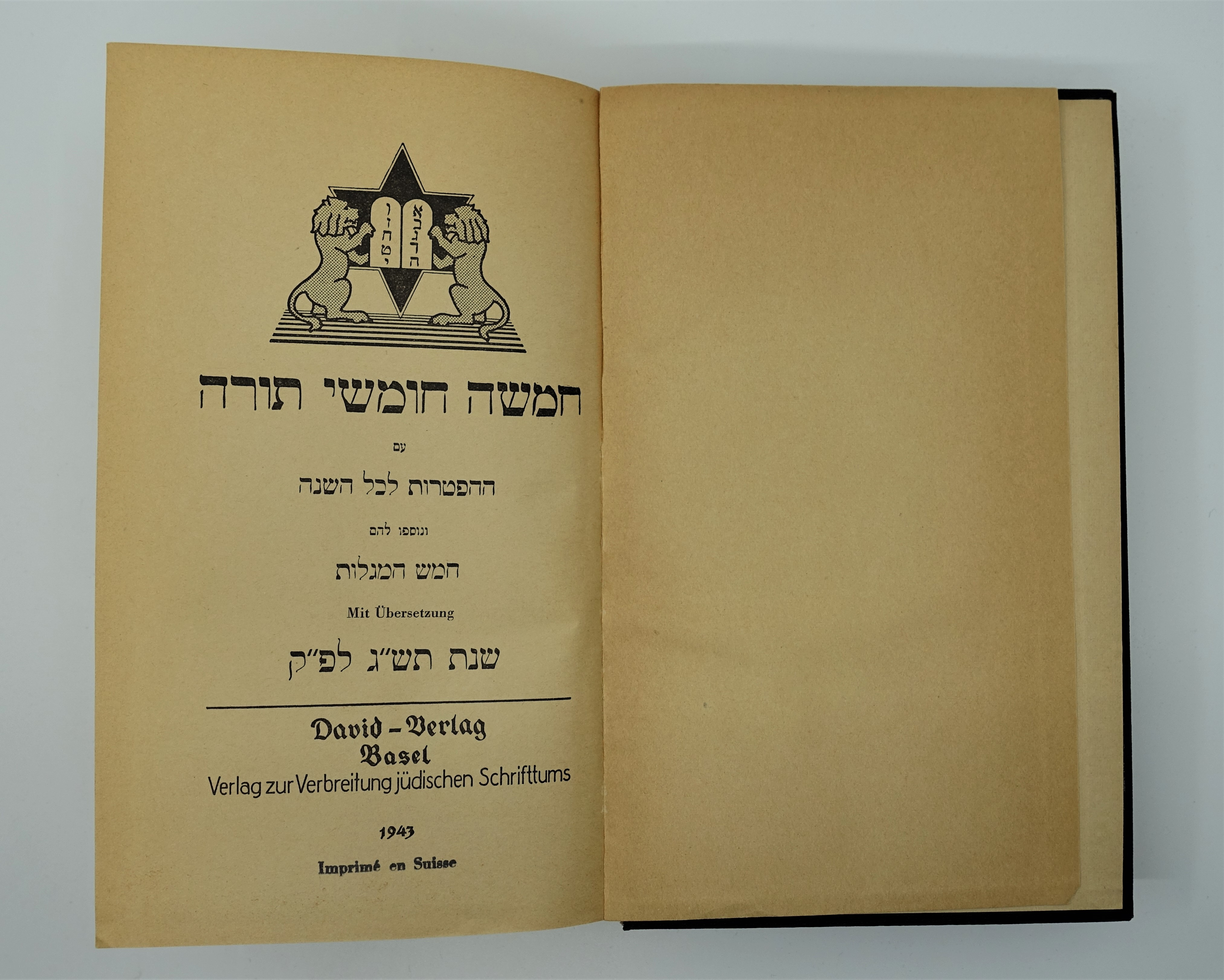
Houmach provenant de Bâle, 1943, dans la collection du musée juif de Suisse.

Houmach ou Houmash (en hébreu : חומש) est l'un des termes employés dans le judaïsme pour désigner le Pentateuque  écrit, selon la tradition hébraïque, par Moïse sous l'inspiration de Dieu.
Il provient de la racine « Hamech (masc.) / Hamicha (fém.) » signifiant cinq, comme les livres constitutifs du Pentateuque ; à savoir :
- la Genèse (בראשית, Bereshit : « Au commencement »), depuis la création du monde jusqu'à la mort de Joseph en Égypte;
- l'Exode (שמות, Shemot : « Les Noms »), de l'arrivée des enfants d'Israël en Égypte jusqu'à la construction du Tabernacle du Désert ;
- le Lévitique (ויקרא, Va-yiqra : « Et Il appela »), de la construction du Tabernacle jusqu'au deuxième mois après le départ d'Égypte. Il énonce principalement des règles de pureté en matière sacerdotale, alimentaire, conjugale, sociale, etc. ;
- le Nombres (במדבר, Bamidbar : « Dans le désert »), couvrant la période d'errance des Hébreux israélites dans le désert ;
- le Deutéronome (דברים, Devarim : « Paroles »), rappel par Moïse des lois énoncées dans les quatre livres précédents.

Les titres « classiques » sont le fruit d'élaborations des traducteurs grecs. 
Houmach désigne la Torah sous la forme de livres édités pour les membres d'une communauté juive, alors que le même texte sous la forme d'un parchemin est appelé Sefer Torah.
Le Houmach présente une disposition du texte selon son découpage en parashiot et comprend parfois le Targoum de Onqelos et des commentaires et interprétations en marge du texte original. Le texte de la Haftarah, correspondant au passage lu en compléments de la parasha de chaque semaine, est également ajouté au recueil.